# Championnat National 2000-2001 (Algeria)
Il Campionato algerino di calcio 2000-01 è stato il 39º campionato algerino di calcio.

## Squadre partecipanti
| Società        | Città      | Stadio                        |
| -------------- | ---------- | ----------------------------- |
| AS Aïn M'lila  | Aïn M'lila | Stade des Fréres Demane Debih |
| ASM Oran       | Orano      | Stade Habib Bouakeul          |
| Ca Batna       | Batna      | Stade 1er November 1954       |
| CS Constantine | Costantina | Stade Chahid Hamlaoui         |
| CR Belouizdad  | Algeri     | Stade 20 Août 1955            |
| ES Sétif       | Sétif      | Stade 8 Mai 1945              |
| JS Kabylie     | Tizi Ouzou | Stade 1er Novembre            |
| JSM Béjaïa     | Bugia      | Stade de l'Unité Maghrébine   |
| MC Alger       | Algeri     | Stade 5 Juillet 1962          |
| MC Oran        | Orano      | Stade Ahmet Zabana            |
| MO Constantine | Costantina | Stade Chahid Hamlaoui         |
| USM Alger      | Algeri     | Omar Hammadi Stadium          |
| USM Annaba     | Annaba     | Stade 19 Mai 1956             |
| USM Blida      | Blida      | Stade Mustapha Tchaker        |
| USM El Harrach | El Harrach | Stade 1er Novembre            |
| WA Tlemcen     | Tlemcen    | Stade Akit Lotfi              |

## Classifica finale
|  |     | Classifica finale 2000-2001 | Pti | G  | V  | N  | P  | GF | GS | DR  |
|  | --- | --------------------------- | --- | -- | -- | -- | -- | -- | -- | --- |
|  | 1.  | CR Belouizdad               | 62  | 30 | 18 | 8  | 4  | 41 | 21 | +20 |
|  | 2.  | USM Alger                   | 55  | 30 | 15 | 10 | 5  | 51 | 28 | +23 |
|  | 3.  | JS Kabylie                  | 52  | 30 | 16 | 4  | 10 | 47 | 28 | +19 |
|  | 4.  | USM Blida                   | 47  | 30 | 14 | 5  | 11 | 42 | 30 | +12 |
|  | 5.  | ASM Oran                    | 44  | 30 | 12 | 8  | 10 | 38 | 32 | +6  |
|  | 6.  | USM Annaba                  | 42  | 30 | 11 | 9  | 10 | 39 | 33 | +6  |
|  | 7.  | ES Sétif                    | 42  | 30 | 11 | 9  | 10 | 42 | 37 | +5  |
|  | 8.  | MC Oran                     | 41  | 30 | 12 | 5  | 10 | 30 | 33 | -3  |
|  | 9.  | WA Tlemcen                  | 40  | 30 | 12 | 4  | 14 | 32 | 44 | -12 |
|  | 10. | JSM Béjaïa                  | 39  | 30 | 10 | 9  | 11 | 33 | 33 | 0   |
|  | 11. | MO Constantine              | 39  | 30 | 11 | 6  | 13 | 31 | 33 | -2  |
|  | 12. | CA Batna                    | 39  | 30 | 11 | 6  | 13 | 28 | 36 | -8  |
|  | 13. | AS Aïn M'lila               | 37  | 30 | 10 | 7  | 13 | 25 | 37 | -12 |
|  | 14. | MC Alger                    | 36  | 30 | 9  | 9  | 12 | 34 | 43 | -9  |
|  | 15. | USM El Harrach              | 29  | 30 | 7  | 8  | 15 | 24 | 41 | -17 |
|  | 16. | CS Constantine              | 19  | 30 | 4  | 7  | 19 | 17 | 45 | -28 |

### Verdetti
- CR Belouizdad campione d'Algeria 2000-2001 e qualificata in Champions League 2002.
- USM Alger qualificata in Torneo del Principe Faysal bin Fahad per club arabi 2002.
- USM El Harrach e CS Constantine retrocesse in Seconda Divisione algerina 2001-2002.